# Prelatura territorial de São Félix
La prelatura territorial de São Félix (portuguès: Prelazia de São Félix; llatí: Praelatura Territorialis Sancti Felicis) és una seu de l'Església catòlica, sufragània de l'arquebisbat de Cuiabá, que pertany a la regió eclesiàstica Centro-Oeste al Brasil. El 2004 tenia 129.000 batejats d'un total de 150.000 habitants. Actualment està regida pel bisbe elect Lucio Nicoletto.

## Territori
El territori comprèn quinze municipis de l'estat brasiler del Mato Grosso: Santa Cruz do Xingu, São José do Xingu, Vila Rica, Santa Terezinha, Luciára, São Félix do Araguaia, Novo Santo Antônio, Bom Jesus do Araguaia, Confresa, Porto Alegre do Norte, Canabrava do Norte, Serra Nova Dourada, Alto Boa Vista, Ribeirão Cascalheira i Querência.
La seu prelatícia és la ciutat de, on es troba la catedral de l'Assumpció de la Mare de Déu.
El territori està dividit en 22 parròquies.

## Història
La prelatura territorial va ser erigida el 13 de maig de 1969 mitjançant la butlla Ut comodius del Papa Pau VI, prenent territori de les prelatures territorials de Cristalândia, de Registro do Araguaia (avui bisbat de Guiratinga) i de Santíssima Conceição do Araguaia (avui bisbat de Marabá).

## Cronologia episcopal
- Pere Casaldàliga i Pla, C.M.F. (27 d'abril de 1970 - 2 de febrer de 2005 jubilat)
- Leonardo Ulrich Steiner, O.F.M. (2 de febrer de 2005 - 21 de setembre de 2011 nomenat bisbe auxiliar de Brasília)
- Adriano Ciocca Vasino, (21 de març de 2012 - 13 de març de 2024)
- Lucio Nicoletto, (des del 13 de març de 2024)

## Estadístiques
A finals del 2004, la diòcesi tenia 129.000 batejats sobre una població de 150.000 persones, equivalent al 86,0% del total.
| any  | població | població | població | sacerdots | sacerdots       | sacerdots       | sacerdots             | diaques | religiosos | religiosos | parroquies |
| ---- | -------- | -------- | -------- | --------- | --------------- | --------------- | --------------------- | ------- | ---------- | ---------- | ---------- |
| any  | batejats | total    | %        | total     | clergat secular | clergat regular | batejats por sacerdot | diaques | homes      | dones      |            |
| 1970 |          |          |          | 6         | 1               | 5               | 0                     |         | 5          | 3          | 1          |
| 1976 | 80.000   | 100.000  | 80,0     | 6         | 3               | 3               | 13.333                |         | 3          | 12         | 7          |
| 1980 | 39.800   | 47.900   | 83,1     | 7         | 4               | 3               | 5.685                 |         | 3          | 11         | 8          |
| 1990 | 49.000   | 60.200   | 81,4     | 11        | 3               | 8               | 4.454                 |         | 8          | 5          | 22         |
| 1999 | 591.000  | 696.000  | 84,9     | 7         | 4               | 3               | 84.428                | 2       | 3          | 26         | 20         |
| 2000 | 598.000  | 705.000  | 84,8     | 7         | 3               | 4               | 85.428                | 2       | 5          | 25         | 20         |
| 2001 | 607.000  | 714.000  | 85,0     | 7         | 3               | 4               | 86.714                | 2       | 5          | 26         | 20         |
| 2002 | 127.000  | 150.000  | 84,7     | 7         | 3               | 4               | 18.142                | 2       | 5          | 26         | 20         |
| 2003 | 129.000  | 150.000  | 86,0     | 10        | 4               | 6               | 12.900                | 2       | 7          | 26         | 21         |
| 2004 | 129.000  | 150.000  | 86,0     | 10        | 4               | 6               | 12.900                |         | 7          | 26         | 22         |